# GPS
GPS (tiếng Anh: Global Positioning System; tạm dịch: Hệ thống Định vị Toàn cầu) là hệ thống xác định vị trí dựa trên vị trí của các vệ tinh nhân tạo, do Bộ Quốc phòng Hoa Kỳ thiết kế, xây dựng, vận hành và quản lý. 
Hệ thống GPS được vận hành bởi Không lực Hoa Kỳ và do Bộ Quốc phòng Hoa Kỳ quản lý, ban đầu được dùng trong mục đích quân sự nhưng sau những năm 1980 chính phủ Hoa Kỳ cho phép sử dụng GPS vào mục đích dân sự ở phạm vi toàn cầu, hệ quả của vụ sự cố Chuyến bay 007 của Korean Air Lines làm chết 269 người.

## Lịch sử
Ban đầu, GPS được phát triển cho mục đích quân sự, nhưng sự cố Chuyến bay 007 của Korean Air Lines bị bắn rơi vào năm 1983 sau khi đi lạc vào vùng trời bị cấm của Liên Xô làm chết 269 người thì mới được tổng thống Ronald Reagan cho phép dùng trong mục đích dân sự sau những năm 1980. Nhưng lo ngại về vấn đề an ninh nên khi  được đưa vào dân sự chính phủ Mỹ đã cố ý làm giảm độ chính xác của hệ thống định vị nên ban đầu chúng không thỏa mãn được những yêu cầu an toàn của hàng không dân sự và hàng hải tại thời điểm đó. Phải đến vào ngày 1 tháng 5 năm 2000 Tổng thống Bill Clinton mới ký chỉ thị giúp cho hệ thống định vị dân sự có độ chính xác tương tự như cung cấp cho mục đích quân sự.
GPS hoạt động trong mọi điều kiện thời tiết, mọi nơi trên Trái Đất, 24 giờ một ngày. Không mất phí thuê bao hoặc mất tiền trả cho việc thiết lập sử dụng GPS chỉ cần có thiết bị thu tín hiệu và phần mềm nhúng hỗ trợ.
Hiện tại GPS là Hệ thống Định vị bằng Vệ tinh được sử dụng nhiều nhất trên thế giới nhưng ngoài GPS còn có GLONASS của Nga và mới nhất là Galileo của Liên minh châu Âu có tính năng tương tự và độ chính xác tương đương với GPS của Hoa Kỳ.

## Sự hoạt động của GPS
Nguyên lý hoạt động cốt lõi của GPS cũng giống như các Hệ thống Định vị bằng Vệ tinh khác là khi xét trong cùng một thời điểm và xác định được khoảng cách từ điểm đó đến ít nhất ba vệ tinh thì tọa độ của điểm đó trên mặt đất sẽ được xác định.
Các hệ thống dẫn đường truyền thống hoạt động dựa trên các trạm phát tín hiệu vô tuyến điện. Được biết đến nhiều nhất là các hệ thống sau: LORAN – (LOng RAnge Navigation) – hoạt động ở giải tần 90-100 kHz chủ yếu dùng cho hàng hải, hay TACAN – (TACtical Air Navigation) – dùng cho quân đội Mỹ và biến thể với độ chính xác thấp VOR/DME – VHF (Omnidirectional Range/Distance Measuring Equipment) – dùng cho hàng không dân dụng trước những năm 2000.
Các vệ tinh GPS bay vòng quanh Trái Đất hai lần trong một ngày theo một quỹ đạo rất chính xác và phát tín hiệu có thông tin xuống Trái Đất. Các máy thu GPS nhận thông tin này và bằng phép tính lượng giác tính được chính xác vị trí của người dùng. Về bản chất máy thu GPS so sánh thời gian tín hiệu được phát đi từ vệ tinh với thời gian nhận được chúng. Sai lệch về thời gian cho biết máy thu GPS ở cách vệ tinh bao xa. Rồi với nhiều quãng cách đo được tới nhiều vệ tinh máy thu có thể tính được vị trí của người dùng và hiển thị lên bản đồ điện tử của máy.
Máy thu phải nhận được tín hiệu của ít nhất ba vệ tinh để tính ra vị trí hai chiều (kinh độ và vĩ độ) và để theo dõi được chuyển động. Khi nhận được tín hiệu của ít nhất 4 vệ tinh thì máy thu có thể tính được vị trí ba chiều (kinh độ, vĩ độ và độ cao). Một khi vị trí người dùng đã tính được thì máy thu GPS có thể tính các thông tin khác, như tốc độ, hướng chuyển động, bám sát di chuyển, khoảng hành trình, quãng cách tới điểm đến, thời gian Mặt Trời mọc, lặn và nhiều thứ khác nữa.

## Độ chính xác của GPS
Các máy thu GPS ngày nay cực kì chính xác, nhờ vào thiết kế nhiều kênh hoạt động song song của chúng. Các máy thu 12 kênh song song (của Garmin) nhanh chóng khóa vào các quả vệ tinh khi mới bật lên và chúng duy trì kết nối bền vững, thậm chí trong tán lá rậm rạp hoặc thành phố với các toà nhà cao tầng. Trạng thái của khí quyển và các nguồn gây sai số khác có thể ảnh hưởng tới độ chính xác của máy thu GPS. Các máy thu GPS có độ chính xác trung bình trong vòng 15 mét.
Các máy thu mới hơn với khả năng WAAS (Wide Area Augmentation System) có thể tăng độ chính xác trung bình tới dưới 3 mét. Không cần thêm thiết bị hay mất phí để có được lợi điểm của WAAS. Người dùng cũng có thể có độ chính xác tốt hơn với GPS vi sai (Differential GPS, DGPS) sửa lỗi các tín hiệu GPS để có độ chính xác trong khoảng 3 đến 5 mét. Cục Phòng vệ Bờ biển Mỹ vận hành dịch vụ sửa lỗi này. Hệ thống bao gồm một mạng các đài thu tín hiệu GPS và phát tín hiệu đã sửa lỗi bằng các máy phát hiệu. Để thu được tín hiệu đã sửa lỗi, người dùng phải có máy thu tín hiệu vi sai bao gồm cả ăn-ten để dùng với máy thu GPS của họ.

## Các thành phần của GPS
GPS hiện tại gồm 3 phần chính: phần không gian, kiểm soát và sử dụng. Không quân Hoa Kỳ phát triển, bảo trì và vận hành các phần không gian và kiểm soát. Các vệ tinh GPS truyền tín hiệu từ không gian, và các máy thu GPS sử dụng các tín hiệu này để tính toán vị trí trong không gian 3 chiều (kinh độ, vĩ độ và độ cao) và thời gian hiện tại.

### Phần không gian
Phần không gian gồm 30 vệ tinh (27 vệ tinh hoạt động và 3 vệ tinh dự phòng) nằm trên các quỹ đạo xoay quanh Trái Đất. Chúng cách mặt đất 20.200 km, bán kính quỹ đạo 26.600 km. Chúng chuyển động ổn định và quay hai vòng quỹ đạo trong khoảng thời gian gần 24 giờ với vận tốc 7 nghìn dặm một giờ. Các vệ tinh trên quỹ đạo được bố trí sao cho các máy thu GPS trên mặt đất có thể nhìn thấy tối thiểu 4 vệ tinh vào bất kỳ thời điểm nào.
Các vệ tinh được cung cấp bằng năng lượng Mặt Trời. Chúng có các nguồn pin dự phòng để duy trì hoạt động khi chạy khuất vào vùng không có ánh sáng Mặt Trời. Các tên lửa nhỏ gắn ở mỗi quả vệ tinh giữ chúng bay đúng quỹ đạo đã định.

### Phần kiểm soát
Mục đích trong phần này là kiểm soát vệ tinh đi đúng hướng theo quỹ đạo và thông tin thời gian chính xác. Có 5 trạm kiểm soát đặt rải rác trên Trái Đất. Bốn trạm kiểm soát hoạt động một cách tự động, và một trạm kiểm soát là trung tâm. Bốn trạm này nhận tín hiệu liên tục từ những vệ tinh và gửi các thông tin này đến trạm kiểm soát trung tâm. Tại trạm kiểm soát trung tâm, nó sẽ sửa lại dữ liệu cho đúng và kết hợp với hai an-ten khác để gửi lại thông tin cho các vệ tinh. Ngoài ra, còn một trạm kiểm soát trung tâm dự phòng và sáu trạm quan sát chuyên biệt.
Trạm trung tâm cũng có thể truy cập từ các ăng-ten mặt đất của U.S. Air Force Satellite Control Network (AFSCN) và các trạm quan sát NGA (National Geospatial-Intelligence Agency). Các đường bay của vệ tinh được ghi nhận bởi các trạm quan sát chuyên dụng của Không quân Hoa Kỳ đặt ở Hawaii, Kwajalein, Đảo Ascension, Diego Garcia, Colorado Springs, Colorado và Cape Canaveral, cùng với các trạm quan sát NGA được vận hành ở Anh, Argentina, Ecuador, Bahrain, Úc và Washington DC. Thông tin đường bay của vệ tinh đi được gởi đến Air Force Space Command's MCS ở Schriever Air Force Base 25 km đông đông nam của Colorado Springs, do 2nd Space Operations Squadron (2 SOPS) của U.S. Air Force vận hành. Sau đó 2 SOPS liên lạc thường xuyên với mỗi vệ tinh GPS thông qua việc cập nhật định vị sử dụng các ăng-ten mặt đất chuyên dụng hoặc dùng chung (AFSCN)(các ăng-ten GPS mặt đất chuyên dụng được đặt ở Kwajalein, đảo Ascension, Diego Garcia, và Cape Canaveral). Các thông tin cập nhật này đồng bộ hóa với các đồng hồ nguyên tử đặt trên vệ tinh trong vòng một vài phần tỉ giây cho mỗi vệ tinh, và hiệu chỉnh lịch thiên văn của mô hình quỹ đạo bên trong mỗi vệ tinh. Việc cập nhật được tạo ra bở bộ lọc Kalman sử dụng các tín hiệu/thông tin từ các trạm quan sát trên mặt đất, thông tin thời tiết không gian, và các dữ liệu khác.

### Phần sử dụng
Phần sử dụng là thiết bị nhận tín hiệu vệ tinh GPS và người sử dụng thiết bị này.
Dưới đây là một số thông tin đáng chú ý về các vệ tinh GPS (còn gọi là NAVSTAR, tên gọi chính thức của Bộ Quốc phòng Mỹ cho GPS):
- Vệ tinh GPS đầu tiên được phóng năm 1978.
- Hoàn chỉnh đầy đủ 24 vệ tinh vào năm 1994.
- Mỗi vệ tinh được làm để hoạt động tối đa là 15 năm.
- Vệ tinh GPS có khối lượng khoảng 1500 kg và dài khoảng 17 feet (5m) với các tấm năng lượng Mặt Trời mở (có độ rộng 7m²).
- Công suất phát bằng hoặc dưới 50 watts.

## Tín hiệu GPS
Các vệ tinh GPS phát hai tín hiệu vô tuyến công suất thấp dải L1 và L2. (dải L là phần sóng cực ngắn của phổ điện từ trải rộng từ 0,39 tới 1,55 GHz). GPS dân sự dùng tần số L1 1575,42 MHz trong dải UHF. Tín hiệu truyền trực thị, có nghĩa là chúng sẽ xuyên qua mây, thủy tinh và nhựa nhưng không qua phần lớn các đối tượng cứng như núi và nhà.
L1 chứa hai mã "giả ngẫu nhiên" (pseudo random), đó là mã Protected (P) và mã Coarse/Acquisition (C/A). Mỗi một vệ tinh có một mã truyền dẫn nhất định, cho phép máy thu GPS nhận dạng được tín hiệu. Mục đích của các mã tín hiệu này là để tính toán khoảng cách từ vệ tinh đến máy thu GPS.
Tín hiệu GPS chứa ba mẩu thông tin khác nhau – mã giả ngẫu nhiên, dữ liệu thiên văn và dữ liệu lịch. Mã giả ngẫu nhiên đơn giản chỉ là mã định danh để xác định được quả vệ tinh nào là phát thông tin nào. Có thể nhìn số hiệu của các quả vệ tinh trên trang vệ tinh của máy thu Garmin để biết nó nhận được tín hiệu của quả nào.
Dữ liệu thiên văn cho máy thu GPS biết quả vệ tinh ở đâu trên quỹ đạo ở mỗi thời điểm trong ngày. Mỗi quả vệ tinh phát dữ liệu thiên văn chỉ ra thông tin quỹ đạo cho vệ tinh đó và mỗi vệ tinh khác trong hệ thống.
Dữ liệu lịch được phát đều đặn bởi mỗi quả vệ tinh, chứa thông tin quan trọng về trạng thái của vệ tinh (lành mạnh hay không), ngày giờ hiện tại. Phần này của tín hiệu là cốt lõi để phát hiện ra vị trí.